# Kornél Mundruczó
Dans le nom hongrois Mundruczó Kornél, le nom de famille précède le prénom, mais cet article utilise l’ordre habituel en français Kornél Mundruczó, où le prénom précède le nom.
Kornél Mundruczó, né le 3 avril 1975 à Gödöllő dans le comitat de Pest, est un acteur, metteur en scène de théâtre et réalisateur hongrois.

## Biographie
Kornél Mundruczó est diplômé de l'École supérieure d'art dramatique et cinématographique (Színház- és Filmművészeti Főiskola) de Budapest en 1998.
Son film Johanna est présenté dans la section Un certain regard au Festival de Cannes 2005.
En 2008, il reçoit le Prix FIPRÉSCI de la Fédération internationale de la presse cinématographique lors du Festival de Cannes 2008 pour son film Delta.
White God (Fehér Isten) est sélectionné au Festival de Cannes 2014 dans la section Un certain regard dont il remporte le Prix principal.
Le film La Lune de Jupiter (Jupiter's Moon, Felesleges ember) est présenté en sélection officielle au Festival de Cannes 2017.
En 2020, Pieces of Woman est présenté à la Mostra de Venise, et Vanessa Kirby se voit attribuer la Coupe Volpi de la meilleure interprétation féminine.

## Filmographie

### Comme réalisateur

#### Longs métrages
- 2000 : Nincsen nekem vágyam semmi
- 2002 : Pleasant Days (Szép napok)
- 2005 : Johanna
- 2008 : Delta
- 2010 : Tender Son: The Frankenstein Project (A Frankenstein-terv)
- 2014 : White God (Fehér Isten)
- 2017 : La Lune de Jupiter (Felesleges ember)
- 2020 : Pieces of a Woman
- 2021 : Evolution
- 2025 : At the Sea
- 2025 : Place to be

#### Courts métrages
- 1998 : Minöségét megörzi
- 1999 : Vörös hold
- 1999 : Haribó-Haribá!
- 2000 : Jour après jour (Afta)
- 2002 : El Robador
- 2003 : Jött egy busz...
- 2003 : A 78-as szent Johannája
- 2004 : Kis apokrif no. 2
- 2004 : Kis apokrif no. 1

### Comme acteur
- 1996 : Szabadulásra ítélve (TV)
- 2000 : Nincsen nekem vágyam semmi
- 2001 : Utolsó vacsora az Arabs Szürkénél
- 2002 : Nuker
- 2003 : Föpróba : János
- 2004 : Szezon : cameraman de porn
- 2004 : József és testvérei - Jelenetek a parasztbibliából
- 2005 : Apu
- 2006 : Bianco
- 2006 : Ede megevé ebédem
- 2007 : Az igazi halál (TV) : Áron Korom, director
- 2007 : Lányok : Péter
- 2010 : Tender Son - The Frankenstein Project (A Frankenstein-terv)

## Théâtre

### Metteur en scène
- La Glace, de Vladimir Sorokine
- Disgrâce, de John Maxwell Coetzee
- Hard to be a God
- Imitation of life, de Kata Wéber
- Une Femme en pièces, de Kata Wéber
- Dementia[3]
- Parallax (Comédie de Genève, 2024)[4]
- Salomé (Opéra, Grand Théâtre de Genève, 2025)[5]

## Distinctions

### Films
- 2002 : Meilleur premier/second film du Festival international du film de Locarno pour son film Pleasant Days.
- 2005 : Prix de l'Âge d'or pour Johanna
- 2008 : Prix FIPRESCI du Festival de Cannes de la Fédération internationale de la presse cinématographique lors du Festival de Cannes 2008 pour son film Delta.
- 2014 : Prix Un certain regard au Festival de Cannes 2014 pour son film White God.

### Théâtre[6]
- 2003 : (nomination) Prix internationaux d'opéra dans la catégorie meilleur création pour L'affaire Makropulos
- 2017 : (nomination) Prix Faust pour sa pièce Imitation of Life
- 2017 : (nomination) Prix Europe Réalités Théâtrales du Prix Europe pour le théâtre[7]